# Trépied

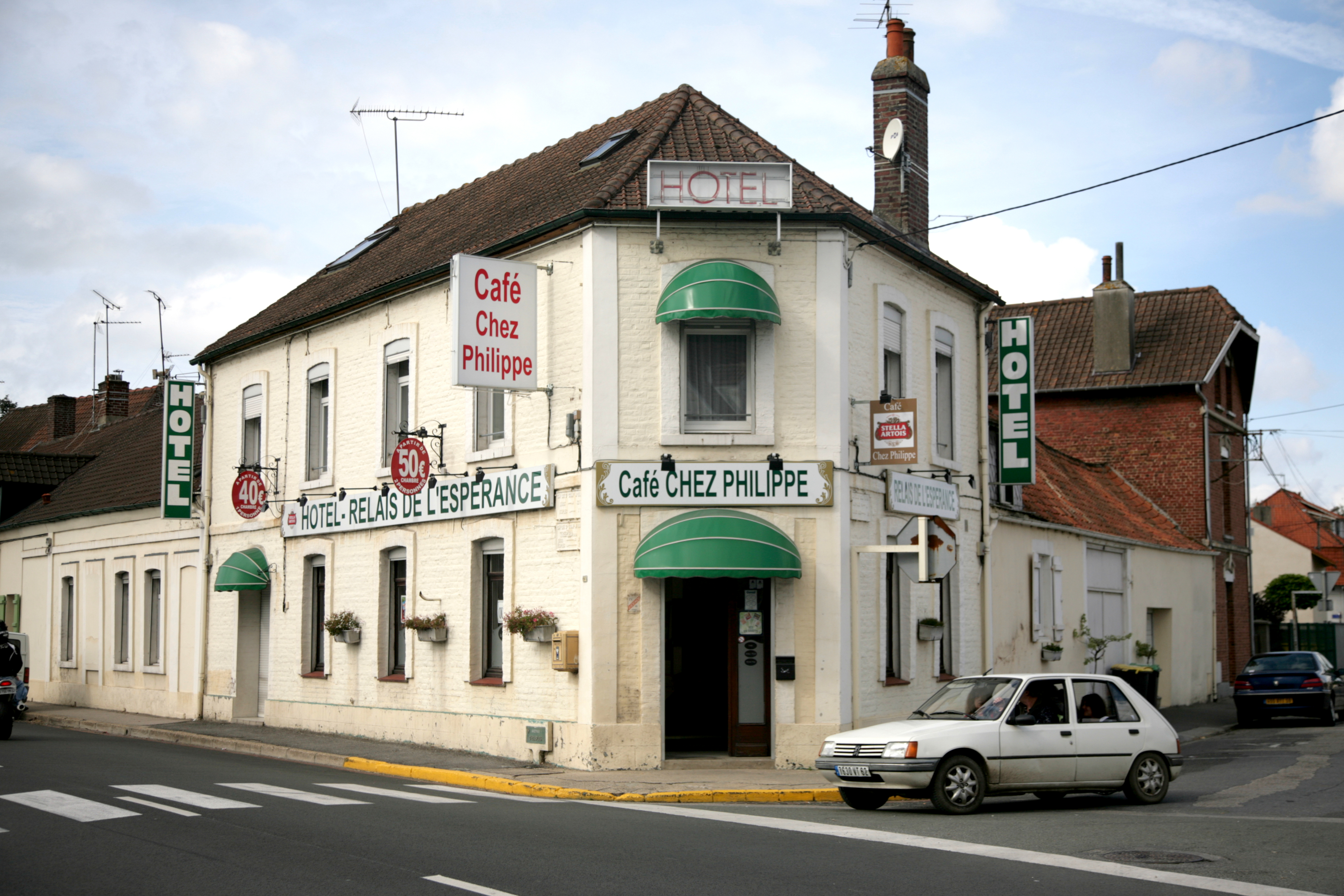
Café Chez Philippe

Trépied is een plaats in het departement Pas-de-Calais, behorend tot de gemeente Cucq.
De plaats is min of meer vastgegroeid aan Étaples in het noorden en Cucq in het zuiden.

## Geschiedenis
Trépied bezat een haven aan de Canche, waar in de 15e eeuw een 150-tal mensen woonden die leefden van de visvangst. Het duingebied ten westen van Trépied werd in 1837 verkocht aan Alphonse Daloz, die uiteindelijk Le Touquet-Paris-Plage zou stichten. In 1912 splitste deze plaats zich af als zelfstandige gemeente.

## Bezienswaardigheden
De Onze-Lieve-Vrouwekerk (Église Notre-Dame), aan Rue Jean Jaurès 268.

## Nabijgelgen kernen
Étaples, Cucq, Saint-Josse